# Florentine Mütherich
Florentine Mütherich (* 26. Januar 1915 in Bestwig; † 12. Juni 2015 in München) war eine deutsche Kunsthistorikerin, die sich besonders mit der Buchmalerei des frühen Mittelalters befasst hat.

## Leben und Wirken
Nach dem Abitur am Oberlyzeum in Arnsberg 1935 studierte Mütherich Kunstgeschichte, Archäologie und Geschichte in Bonn, Königsberg und Berlin. Hier wurde sie 1940 bei Wilhelm Pinder über die Die Ornamentik der rheinischen Goldschmiedekunst in der Stauferzeit zum Dr. phil. promoviert. 1941 bis 1945 war sie an der Inventarisation von Bau- und Kunstdenkmalen in der Mark Brandenburg beteiligt. Von 1949 bis 1954 war sie zunächst Stipendiatin am Zentralinstitut für Kunstgeschichte in München, danach bis zu ihrer Pensionierung 1980 wissenschaftliche Mitarbeiterin des Instituts und von 1954 bis 1970 Mitherausgeberin der Kunstchronik. 1966 wurde sie Lehrbeauftragte an der Universität München, 1969 wurde sie dort zur Honorarprofessorin ernannt. Von 1976 bis 1982 war sie zeitweise Visiting Professor an der Columbia University in New York, 1975 an der Harvard University, 1966 und 1971 am Institute for Advanced Study in Princeton und 1983 am Oxforder All Souls College.
Für die Ausstellung „Karl der Große“ in Aachen 1965 bearbeitete sie die Buchmalerei an dessen Hof. Im Mittelpunkt ihrer Forschungen stand die Erschließung karolingischer, ottonischer und romanischer illuminierter Handschriften. Hier führte sie insbesondere das von Wilhelm Koehler 1930 begründete Werk Die karolingischen Miniaturen fort, das 2013 mit dem achten Band abgeschlossen wurde. Mit Percy Ernst Schramm und Hermann Fillitz hat sie für die Denkmale der deutschen Könige und Kaiser zusammengearbeitet, deren erster Band 1962 erschien. Der zweite Band folgte 1978, während der erste in einer ergänzten zweiten Auflage 1981 erneut herauskam.

## Schriften (Auswahl)
- Die Ornamentik der rheinischen Goldschmiedekunst in der Stauferzeit. Tritsch, Würzburg 1941 (= Dissertation)
- mit Joachim E. Gaehde: Karolingische Buchmalerei. Prestel, München 1979. ISBN 3-7913-0395-3
- Das Evangeliar Ottos III. Clm 4453 der Bayerischen Staatsbibliothek München. Hrsg. von Florentine Mütherich und Karl Dachs. Prestel, München, London, New York 2001, ISBN 978-3-7913-2431-9.
- Psalterium Sancti Ruperti. Kommentar. Mit Beiträgen von Fabrizio Crivello. Akademische Druck- und Verlags-Anstalt, Graz 2007, ISBN 978-3-201-01892-0.
- Studies in Carolingian manuscript illumination. The Pindar Press, London 2004, ISBN 1-899828-67-2 (= gesammelte kleine Schriften).